# Blaha Márta
Blaha Márta (Budapest, 1939. november 17. –) magyar színésznő, opera- és operett-énekesnő.

## Életpályája
Tanítóképző Főiskolát végzett. Színészi pályája az 
Állami Déryné Színházban indult 1959-ben. 1967-től a Miskolci Nemzeti Színházhoz szerződött, 1969-től visszatért az Állami Déryné Színház társulatához. 1972-től a Pécsi Nemzeti Színház művésze volt. 1976-tól a Magyar Néphadsereg Művészegyüttesének színésznője volt. Prózai szerepei mellett operettek és operák főszerepeit énekelte.
Blaha Lujza ükunokája.
Férje: Németh József színművész, operaénekes.

## Fontosabb színházi szerepei

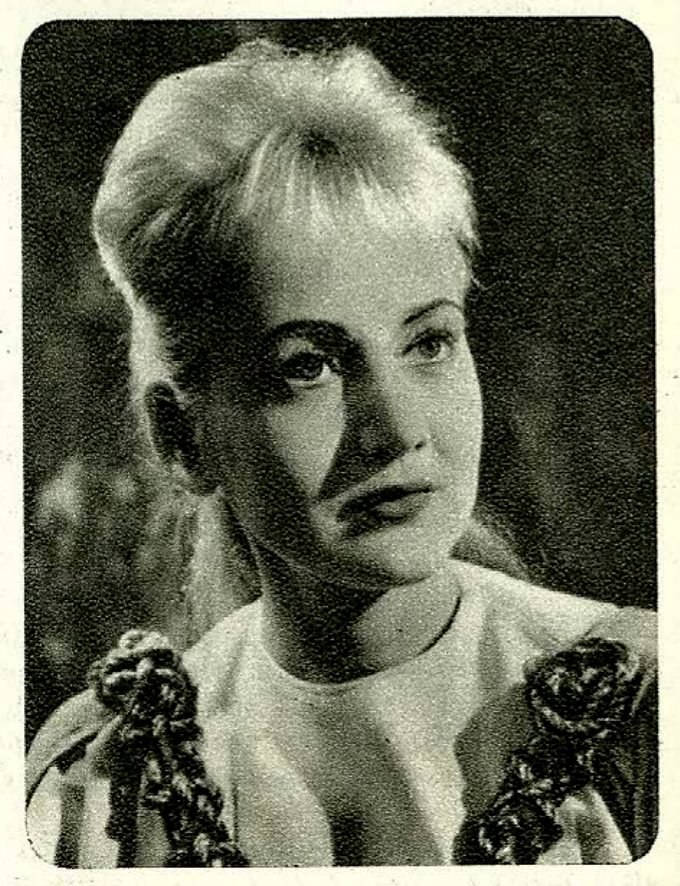
Iszméné szerepében (Szopholész: Antigoné - Állami Déryné Színház)

- Eugène Scribe: Hét erdő ördöge... Zerlina, Lorenzo szerelmese
- Szophoklész: Antigoné... Iszméné
- Örsi Ferenc: Aranylakodalom... Juliska
- Örsi Ferenc: Kilóg a lóláb... Kocsis Marika
- Valentyin Petrovics Katajev: Kisorsolt menyasszony... Vera
- Pierre Barillet – Jean-Pierre Grédy: A kaktusz virága... Stephanie
- Gaetano Donizetti: Az ezred lánya... Marie (az ezred lánya)
- Gaetano Donizetti: Szeszélyes esküvő (Don Pasquale)... Norina, fiatal özvegy
- Otto Nicolai: A windsori víg nők... Mordné
- Wolfgang Amadeus Mozart: Figaro házassága... Barbarina, Antonio lánya
- Giacomo Puccini: Tosca... Pásztorfiú
- Johann Strauss: Karnevál Rómában... Mária, Leopold gyámleánya
- Johann Strauss: Cigánybáró... Arzéna, Loncsár leánya
- Johann Strauss: A denevér... Adél
- Berté Henrik: Három a kislány... Édi; Médi
- Hervé: Nebáncsvirág... Denise de Flavigny
- Jacques Offenbach: Párizsi élet... Gabriella, kesztyűvarrónő
- Iszaak Oszipovics Dunajevszkij: Szabad szél... Stella
- Iszaak Oszipovics Dunajevszkij: Fehér akácok... Tánja
- Viktor Rozov: Kényes helyzet... Nonna, Anton felesége
- Grigorij Gorin: Világraszóló lakodalom... Mária
- Vaszilij Skvarkin: Egyszerű kislány… ...Egyszerű kislány
- Kacsóh Pongrác: János vitéz... Iluska
- Huszka Jenő: Gül baba... Leila, Gül Baba lánya
- Lehár Ferenc: Víg özvegy... Glavári Hanna
- Jacobi Viktor: Sybill... Sybill
- Fényes Szabolcs: Rigó Jancsi... Mariska, Balázs bácsi leánya
- Tamási Áron: Búbos vitéz... Lórika

## Filmjei
- Fagyosszentek (1962)
- Prakovszky a siket kovács (1963, tv-film)
- A szerelem határai (1974)